# Seleukovići
Seleukovići ili Seleukidi su dinastija koja je vladala velikim dijelom Azijskog carstva Aleksandra III. Velikog, u razdoblju 305. pr. Kr. – 64. pr. Kr.
Dinastiju je osnovao Seleuk I. Nikator, Aleksandrov general. 321. pr. Kr. dobio je na upravu Babiloniju, kao satrap. U ratovima dijadosa od 311. pr. Kr. Babilonija je u njegovu trajnom posjedu. 305. pr. Kr. proglasio se kraljem. Seleukidi su vladali velikim područjima u Aziji sve do dolaska Rimskog Carstva. Nakon 190. pr. Kr. Seleukidima ostaje u posjedu samo Sirija, a unutar dinastije nastaju stalne borbe za vlast. Poslije toga Seleukidi nisu dali značajnijeg vladara.
- Seleuk I. Nikator (305. pr. Kr. – 281. pr. Kr.)
- Antioh I. Soter  (281. pr. Kr. – 261. pr. Kr.)
- Antioh II. (261. pr. Kr. – 246. pr. Kr.)
- Seleuk II. (246. pr. Kr. – 225. pr. Kr.)
- Seleuk III. (225. pr. Kr. – 223. pr. Kr.)
- Antioh III. Veliki (223. pr. Kr. – 187. pr. Kr.)
- Seleuk IV. (187. pr. Kr. – 175. pr. Kr.)
- Antioh IV. Epifan (175. pr. Kr. – 164. pr. Kr.)
- Antioh V. (164. pr. Kr. – 162. pr. Kr.)
- Demetrije I. Soter (161. pr. Kr. – 150. pr. Kr.)
- Aleksandar I. Balas (154. pr. Kr. – 145. pr. Kr.)
- Demetrije II. Nikator (145. pr. Kr. – 138. pr. Kr.) i (129. pr. Kr. – 126. pr. Kr.)
- Antioh VI. (145. pr. Kr. – 140. pr. Kr.) (?)
- Diodot Tripon (140. pr. Kr. (?) – 138. pr. Kr.)
- Antioh VII. (138. pr. Kr. – 129. pr. Kr.)
- Aleksandar II. Zabinas (129. pr. Kr. – 123. pr. Kr.)
- Kleopatra Tea (126. pr. Kr. – 123. pr. Kr.)
- Seleuk V. (126. pr. Kr.)
- Antioh VIII. (125. pr. Kr. – 96. pr. Kr.)
- Antioh IX. (114. pr. Kr. – 96. pr. Kr.)
- Seleuk VI. (96. pr. Kr. – 95. pr. Kr.)
- Antioh X. (?)
- Demetrije III. Eukaer (95. pr. Kr. – 87. pr. Kr.)
- Antioh XI. (95. pr. Kr. – 92. pr. Kr.)
- Filip I. Filadelf (95. pr. Kr. – 84. pr. Kr.)
- Antioh XII. (87. pr. Kr. – 84. pr. Kr.)
- Tigran I. Armenski (84. pr. Kr. – 69. pr. Kr.)
- Antioh XIII. (69. pr. Kr. – 64. pr. Kr.)
- Filip II. Filorom (65. pr. Kr. – 63. pr. Kr.)
- Seleuk VII. (?)

## Vanjske poveznice

### Sestrinski projekti
|  | Zajednički poslužitelj ima još gradiva o temi Seleukovići |

### Mrežna mjesta
- LZMK / Hrvatska enciklopedija: Seleukidi
- LZMK / Proleksis enciklopedija: Seleukidi